# Guerra de Escania
La Guerra de Escania (en danés: Skånske Krig, en sueco: Skånska kriget, en alemán: Schonischer Krieg), parte de las guerras del Norte, se libró de 1675 a 1679 entre el Reino de Dinamarca y Noruega, Brandeburgo y Suecia. El conflicto se disputó principalmente en Escania, en las antiguas provincias danesas a lo largo de la frontera sueco-danesa. Mientras que las batallas en tierras alemanas son vistas como un teatro de la guerra escanesa en la historiografías inglesa, danesa y sueca, en la alemana se consideran una guerra diferente, llamada guerra sueca-brandeburguesa (en alemán: Schwedisch-Brandenburgischer Krieg).
La guerra fue propiciada por la intervención sueca en la guerra franco-neerlandesa. Suecia se había coligado con Francia contra varios países europeos. Las Provincias Unidas, al ser atacadas por Francia, buscaron el apoyo del Reino de Dinamarca y Noruega. Tras titubear, el rey Cristián V de Dinamarca acometió la invasión de Escania en 1675, mientras los suecos se encontraban enfrascados en una guerra contra Brandeburgo. A la invasión de Escania se sumó un ataque simultáneo noruego, denominado la guerra de Gyldenløve, que obligó a los suecos a librar una contienda en dos frentes, además de tener que sostener sus campañas en el Sacro Imperio Romano Germánico.
El objetivo de los daneses era recuperar las tierras escanesas que habían cedido a Suecia en el Tratado de Roskilde, luego de las guerras del Norte. Aunque la ofensiva danesa fue muy exitosa inicialmente, una serie de contraofensivas suecas emprendidas por Carlos XI de Suecia, que en ese entonces tenía solo diecinueve años, anularon gran parte de los avances daneses.
Fue una guerra sin un vencedor claro: la armada sueca perdió en el mar; los suecos vencieron al ejército danés en Escania, pero fueron derrotados en el norte de Alemania por los bradeburgueses. La guerra y las hostilidades terminaron cuando el aliado de Dinamarca, las Provincias Unidas, llegaron a un acuerdo con el de los suecos, Francia, y el rey sueco Carlos XI se casó con la princesa danesa Ulrica Leonor de Dinamarca, la hermana de Cristián V. La paz se firmó en los tratados de Fontainebleau (por parte de Francia), Lund (Suecia y Dinamarca) y Saint Germain (Suecia y Brandeburgo), en los que se devolvió gran parte de los territorios perdidos a Suecia.

## Antecedentes

### Alianza franco-sueca
El Imperio sueco experimentó una crisis financiera en los años 1660 y principios de los 1670. Con la esperanza de obtener subsidios, Carlos XI de Suecia entró en la Triple Alianza antifrancesa junto a la República Neerlandesa y el Reino de Inglaterra, que se disolvió cuando Carlos II de Inglaterra se reconcilió con Francia en 1670 en la guerra de Devolución.
Suecia y Francia concretaron una alianza en abril de 1672, por la cual esta se comprometió a pagar a aquella cuatrocientos mil táleros en subsidios en tiempos de paz, que aumentarían hasta los seiscientos mil en caso de guerra; por su parte, Suecia debía mantener un ejército de dieciséis mil hombres en sus dominios alemanes. Además, debía mantener buenas relaciones con los duques de Holstein-Gottorp, cuyas tierras estaban al sur de Dinamarca.
Para septiembre de 1674, Suecia había incrementado su ejército hasta los veintidós mil hombres, después de que Francia acrecentase sus subsidios a novecientos mil táleros, que amenazó con dejar de desembolsar si Suecia no utilizaba este ejército, estacionado en la Pomerania sueca, para atacar a los enemigos de Francia. Para diciembre, el ejército sueco contaba ya con entre veinticinco mil y veintiséis mil hombres, de los cuales entre cuatro y cinco mil se encontraban en Bremen, entre dos y tres mil en Wismar, entre seis y siete mil en guarniciones en la Pomerania, y trece mil más libres para operar a las órdenes del gran mariscal de Suecia, el mariscal de campo Carl Gustaf Wrangel.

### Alianza antifranco-sueca
Dinamarca, el emperador Leopoldo I, el Margraviato de Brandemburgo, y los ducados de Brunswick-Celle, Brunswick-Wolfenbüttel y Hesse-Cassel formaron otra alianza defensiva en septiembre de 1672. Esta liga mantuvo un ejército de veinte un mil infantes y mil quinientos jinetes, y a partir de mayo de 1673, doce mil hombres y veinte barcos fueron pagados con subsidios neerlandeses. Brandemburgo en ese entonces era el segundo estado alemán más poderoso (Austria era el más poderoso), y tenía su propio ejército de veintitrés mil hombres.
El ejército francés había atacado los Países Bajos en 1672 —año conocido como el rampjaar («año del desastre») en la historia neerlandesa—; la guerra que empezó entonces duró seis años, hasta la firma de los  Tratados de Nimega de 1678. El «rey sol», Luis XIV de Francia, trató de debilitar la alianza antifrancesa por su flanco oriental: apoyó a Juan Sobieski, pretendiente al trono de Polonia, colaboró con una revuelta nobiliaria en Hungría y tenía previsto enfrascar al ejército brademburgués en una guerra con Suecia.

## Desarrollo de la guerra

### En el norte de Alemania

#### Guerra sueco-brandeburguesa

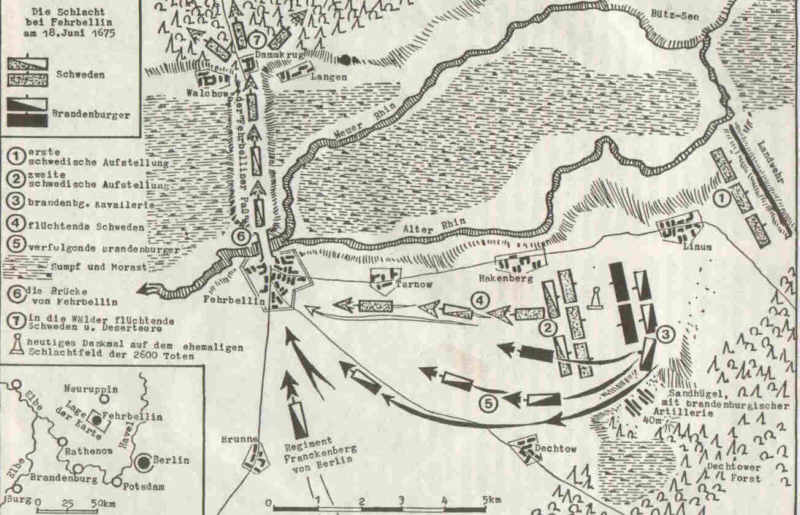
Esquema de la batalla de Fehrbellin: fuerzas brandeburguesas cruzan el río Rin y sus pantanos aledaños (Rhinluch) y acometen al ejército sueco al norte de Fehrbellin. Aunque fue una derrota menor para Suecia en términos militares, le costó su reputación e animó a Dinamarca-Noruega a entrar en la guerra.

En diciembre de 1674, Luis XIV de Francia solicitó a Suecia a que invadiese Brandemburgo. Wrangel avanzó hacia la Uckermark, una región en la frontera entre Brandemburgo y Pomerania, asegurando un lugar de descanso para sus fuerzas hasta que el clima les permitiese marchar hacia Hanover, al oeste. Federico I de Brandeburgo recibió la noticia en el valle del Rin, y se encaminó hacia el noreste para enfrentar a Wrangel. El 18 de juniojul./ 28 de junio de 1675greg., los dos ejércitos disputaron la batalla de Fehrbellin.
Esta fue simplemente una escaramuza —las bajas totales fueron menos de seiscientas—, pero los suecos fueron vencidos por un ejército numéricamente inferior, en un territorio al que concedían escasa importancia. El revés pareció debilitar a Suecia y animó a los países vecinos que habían sido invadidos por ella en campañas anteriores a entrar en la guerra de Escania. Por su parte, Wrangel se replegó al Demmin Sueco.
Cuando las Provincias Unidas pidieron por primera vez el apoyo danés en contra de Francia y sus aliados en la guerra franco-holandesa, el entonces rey de Dinamarca-Noruega Cristián V quería unirse a ellas e ir a la guerra contra Suecia para recobrar de forma inmediata las provincias históricamente danesas de Escania y Halland, perdidas en una contienda anterior. El conde Peder Griffenfeld, un asesor real influyente, le aconsejó que no lo hiciera, y que en vez de ello siguiera una política más profrancesa. Pero la derrota del ejército sueco, mayor en número, en Fehrbellin, la primera desde los tiempos de  la guerra de los Treinta Años, animó al soberano danés a desoír el consejo de Griffenfeld y entrar en el conflicto.

#### Campaña aliada contra Bremen-Verden

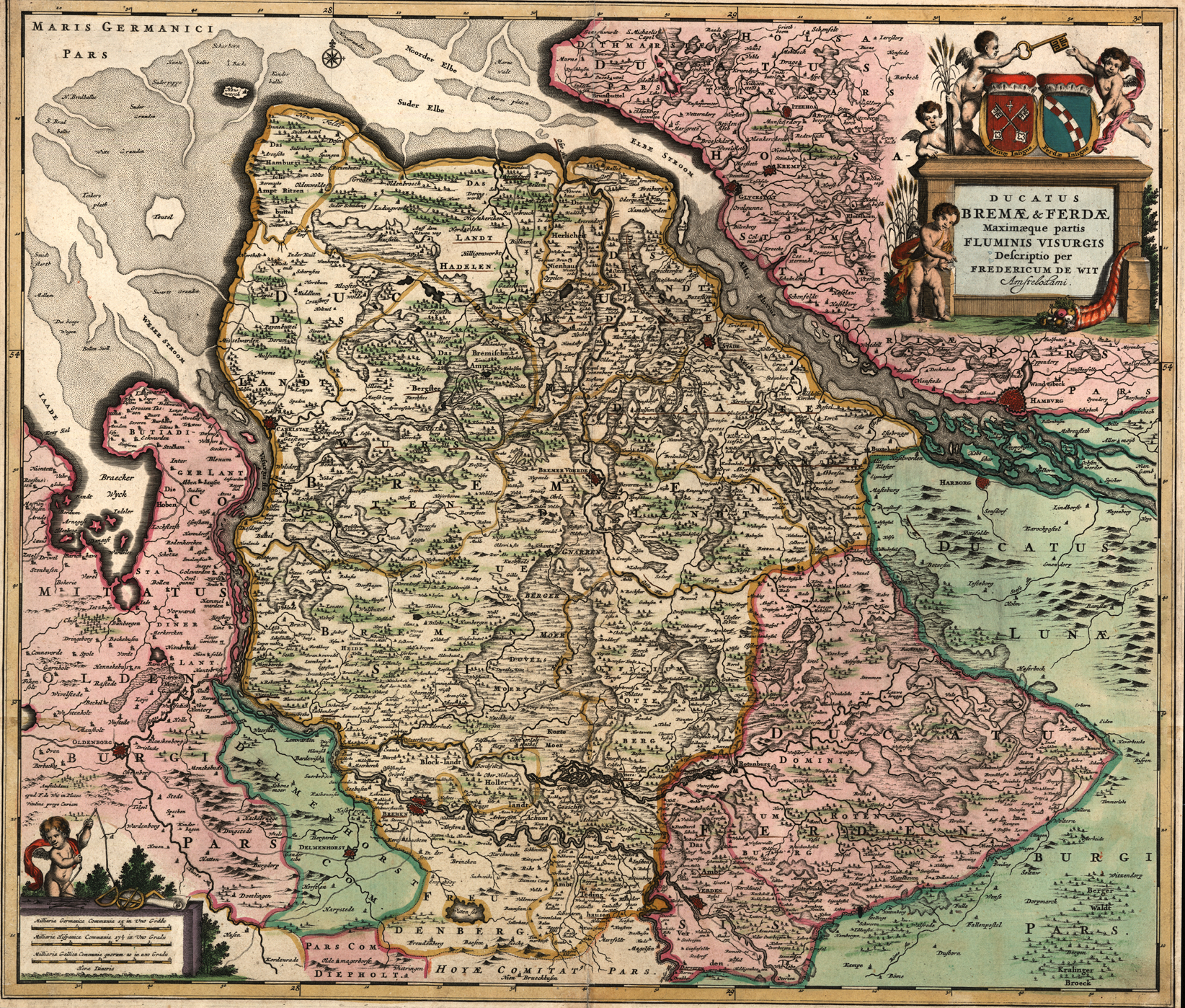
Los ducados suecos de Bremen y Verden en 1655. Grabado de cobre de Frederick de Wit

La segunda guarnición sueca en número en el norte de Alemania, después de la que defendía la Pomerania Sueca, era la que protegía el Ducado doble de Bremen-Verden. Por razones políticas, y para evitar que los suecos reclutasen mercenarios, los aliados decidieron adueñarse de los dos ducados. Además de Dinamarca y Brandemburgo-Prusia, participaron en la ocupación los aliados de los vecinos principados imperiales de Münster y el Brunswick-Luneburgo.
La campaña comenzó el 15 de septiembre de 1675 con un avance de los aliados sobre los dos ducados suecos. Estos expugnaron rápidamente las fortalezas suecas una tras otra. Las copiosas deserciones de alemanes perjudicaron a los suecos; la Prohibición imperial vedaba a los súbditos imperiales tomar las armas contra estados del Sacro Imperio Romano Germánico.
Para finales del año el pueblo de Stade en donde se encontraba el cuartel general sueco y Carlsburg aún se encontraban en manos de Suecia. En noviembre los aliados enviaron sus tropas a invernar, dejando la conquista de los puntos aún en poder del enemigo para la campaña del año siguiente. Stade resistió hasta el 13 de agosto de 1676. No obstante, este teatro de la guerra solo fue de importancia secundaria para los dos bandos.

#### Pomerania sueca

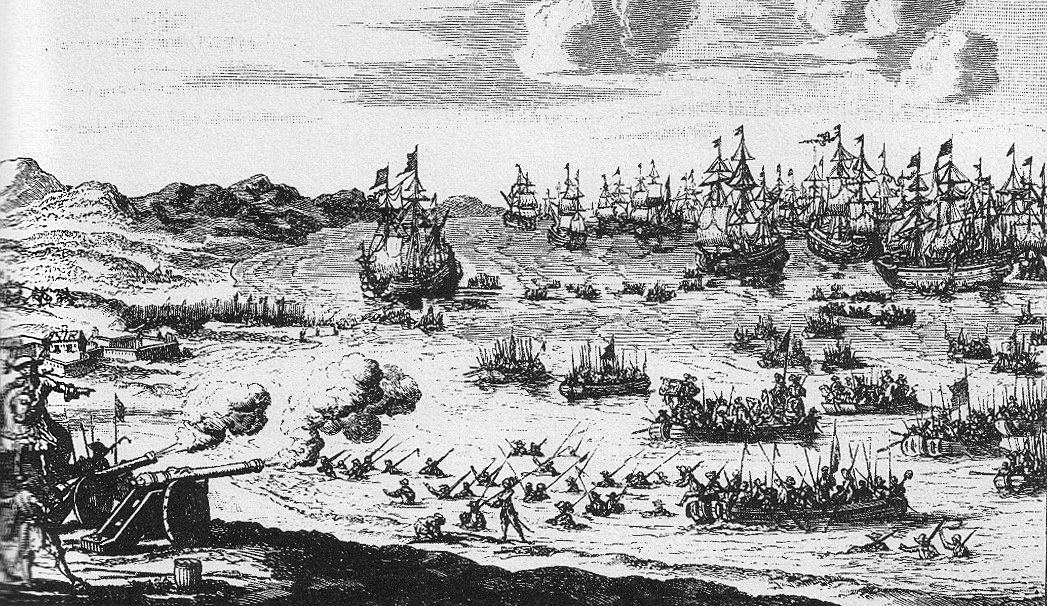
Invasión de la isla sueca de Rügen en 1678

A estas alturas, el Imperio sueco en Alemania había comenzado a derrumbarse. En 1675, gran parte de la Pomerania Sueca y el Ducado de Bremen habían sido ocupados por los brandemburgueses, austriacos y daneses. En diciembre de 1677, el elector de Brandemburgo conquistó Stettin. Stralsund cayó el 11 de octubre de 1678. Greifswald, la última posesión sueca en el continente, se perdió el 5 de noviembre. Una alianza defensiva con Juan III de Polonia quedó inoperativa el 4 de agosto de 1677 con la aniquilación del poder marítimo sueco en la batalla de Öland, el 17 de junio de 1676, la batalla de Fehmarn en junio de 1677 y las dificultades del rey polaco.

### Reconquista danesa de Escania
La recuperación danesa de Escania (que Suecia había obtenido en 1658) comenzó con la conquista de Helsingborg el 29 de junio de 1676. El rey danés Cristian V de Dinamarca despachó quince mil hombres contra el ejército enemigo, que apenas contaba con la tercera parte, esparcidos además por toda la provincia.
Al principio, la operación fue un gran éxito: gran parte de la población de la región tomaron partido por Dinamarca. Por añadidura, las tropas suecas, además de estar en inferioridad numérica, estaban en malas condiciones. Pueblo tras pueblo cayó en manos de los daneses y los suecos se tuvieron que replegar a tierras suecas tradicionales. En tan solo un mes, solo el pueblo fortificado de Malmö seguía bajo control sueco.

### La guerra de Gyldenløve
Los registros históricos noruegos llaman a las campañas en Noruega (o en las provincias que en ese entonces eran parte de Noruega) la «guerra de Gyldenløve», en honor al gobernador general Ulrik Frederick Gyldenløve, general en jefe al mando de las operaciones noruegas. Las ofensivas noruegas por lo general fueron victoriosas, pero solo sirvieron para compensar las pérdidas danesas en otros lugares.

#### Punto muerto en 1675
Al mismo tiempo que ocurría la invasión danesa, las fuerzas de Noruega fueron ordenadas a la frontera para obligar a los suecos a considerar luchar una guerra con dos frentes. Una fuerza de 4000 noruegos estaba concentrada en Fredrikshald bajo el mando del General Russenstein, tanto para protegerse contra cualquier intento sueco de invadir y amenazar con volver a tomar la que en ese entonces era la provincia noruega de Bohuslän.  El general sueco Ascheberg tomó posición en Svarteborg con 2000 hombres. Las operaciones a lo largo de la frontera noruego-sueca durante 1675 no fueron más que escaramuzas para probar fuerzas, ya que los pasos de montaña estaban bien resguardados. Gyldenløve luego tomó a 1000 hombres en galeras y se dirigió hacia el sur por la costa para cortar la ruta de suministros de Ascheberg; dado que Ascheberg contaba con inteligencia sobre esta maniobra, ésta no tuvo éxito. Ambos ejércitos se acuartelaron para el invierno en sus puestos cerca de la frontera.

#### Campaña de Gyldenløve de 1676

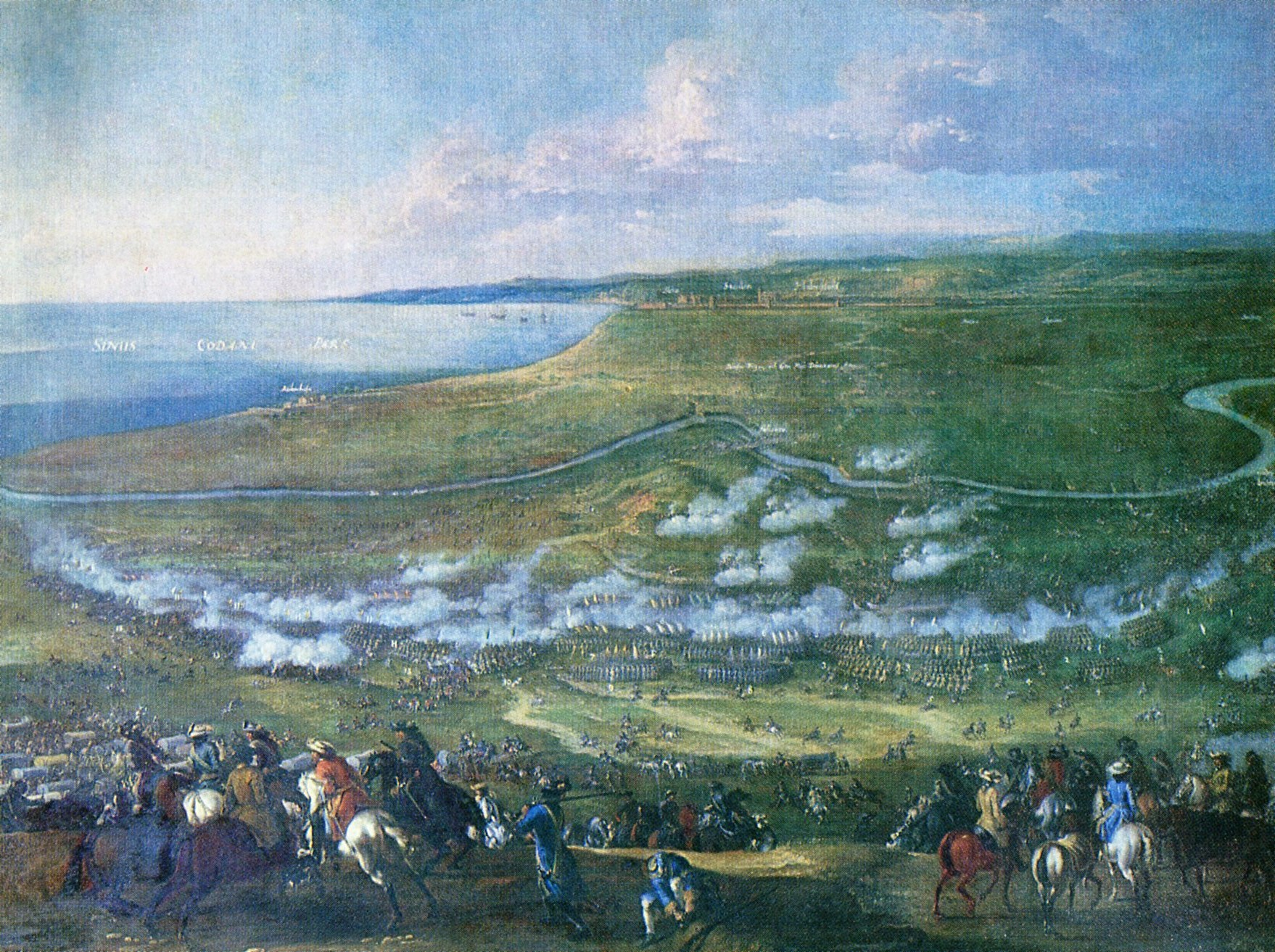
Batalla de Halmstad

En 1676 Gyldenløve lideró a las fuerzas noruegas en el campo de batalla en forma personal. Su ejército noruego tomó y fortificó el paso en Kvistrum y procedió hacia el sur, tomando Uddevalla con muy poca oposición. Las fuerzas suecas proveyeron mucha más resistencia en el ataque sobre Vänersborg, pero las fuerzas de Gyldenløve lo expugnaron. Desde allí sus fuerzas continuaron hacia Bohus, en donde fueron reforzadas por el ejército de 5000 hombres del general Tønne Huitfeldt.
A principios de agosto una expedición danesa fue enviada al norte para apoderarse del pueblo de Halmstad y luego avanzar sobre la costa oeste sueca para encontrarse con las fueras del general Gyldenløve.  Esto llevó a la batalla de Fyllebro en donde Carlos XI de Suecia obtuvo una decisiva victoria sobre la fuerza mercenaria danesa liderada por un escocés, el general Duncan, evitando así que las fuerzas de la coalición se encuentren. Los suecos luego se retiraron al norte para juntar más tropas. Cristian V llevó su ejército a Halmstad y asedió el pueblo por un par de semanas pero se rindió y regresó para acuartelarse por el invierno en Escania.

#### La reconquista de Bohuslän
Pese a la derrota de las fuerzas danesas en Fyllebro, la reconquista de Escania permitió a las tropas noruegas recuperar la antigua región noruega de Bohuslän. Durante el invierno de 1677, el ejército noruego aumentó a 17 000 hombres, lo que permitió incrementar aún más las operaciones. Gyldenløve se hizo con la fortaleza en Marstrand en julio y unió sus fuerzas con las del general Løvenhjelm.
Los suecos montaron una contraofensiva bajo el mando de Magnus Gabriel De la Gardie, enviando un ejército de 8000 hombres para expulsar a las fuerzas noruegas. Fueron derrotados por los noruegos, y se vieron obligados a replegarse, terminando solo con el control de la fortaleza de Bohus en Bohuslän.

#### La reconquista de Jämtland
En agosto de 1677, un ejército noruego de dos mil hombres acaudillado por los generales Reinhold von Hoven y Christian Shultz retomaron la antigua localidad noruega de Jämtland. Aunque Bohuslän y Jämtland habían sido anteriormente provincias noruegas y los soldados noruegos fueron bien recibidos por la población de ambas, las cosas fueron mal para Dinamarca-Noruega en las campañas escanesas, y las fuerzas noruegas se tuvieron retirar cuando lo ordenó el rey Cristian V.

### La guerra en Escania
El 24 de octubre de 1676, el rey sueco Carlos XI de Suecia marchó de regreso a Escania con un ejército de 12 000 hombres, obligando a los daneses a tomar la defensiva. Luego de un número de escaramuzas el ejército danés fue derrotado contundentemente en la batalla de Lund el 4 de diciembre. Pese a los avances de Gyldenløve en el norte, la ofensiva sueca de Carlos XI cambió el panorama. Luego de no poder tomar Malmö y la derrota en la batalla de Landskrona, el ejército danés en Escania no solo estaba derrotado, sino que la moral definitivamente estaba por los suelos.
No obstante, los daneses retuvieron el pueblo fortificado de Landskrona y pudieron recibir por barco a más mercenarios alemanes y neerlandeses y en julio de 1678 Cristian V marchó hacia el este para rescatar la debilitada guarnición en el pueblo de Kristianstad asediado por suecos. Luego de enfrentarse a todo el ejército sueco en la planicie al oeste de Kristianstad Cristian V optó por no poner resistencia y más bien replegarse a Landskrona y evacuar sus tropas de Escania.

## La guerra en el mar

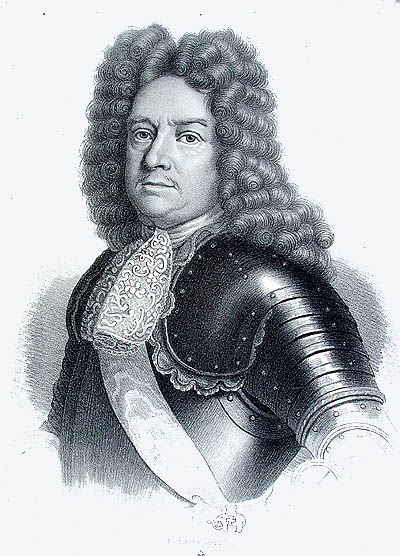
El almirante danés Niels Juel llevó a las fuerzas danesas a la victoria en las batallas de Fehmarn y la bahía de Køge

### Batalla de Öland
La guerra también se disputó en el mar. Las flotas danesa y neerlandesa obtuvieron una contundente victoria sobre los suecos en la batalla de Öland del 1 de junio de 1676; hundieron uno de los barcos más grandes de su tiempo, el Kronan. La victoria les dio el control del mar Báltico.

### Batalla de Fehmarn
Los daneses consiguieron otra importante victoria en la batalla de Fehmarn el 31 de mayo de 1677. La batalla tuvo lugar entre Fehmarn y Warnemünde, al norte de la actual Alemania. Los daneses habían estado bloqueando una escuadra sueca en Gotemburgo, y cada bando habían estado enviando flotas de forma regular con la esperanza de obtener una victoria decisiva en el mar. Los buques suecos, al mando de Erik Carlsson Sjöblad, abandonaron la zona rumbo al mar Báltico, donde se encontraron con una escuadra danesa mayor al mando del almirante Niels Juel. La batalla entre las flotas comenzó en la mañana del 31 de mayo y continuó hasta la siguiente. Concluyó en una victoria casi total de los daneses, que apresaron varios navíos enemigos, la mayoría mientras intentaban escapar, uno de los cuales vararon e incendiaron.

### Batalla de la bahía de Køge
Los daneses se aseguraron el dominio del mar un año después, cuando la flota al mando de Niels Juel derrotó nuevamente a la sueca en la batalla de la bahía de Køge, cerca de Copenhague. Los suecos perdieron más de tres mil hombres en este enfrentamiento, mientras que los daneses tan solo trescientos setenta y cinco. La victoria danesa mermó la capacidad del enemigo para trasladar tropas entre Suecia y el norte de Alemania.

## La paz
La paz fue negociada entre Francia (en nombre de Suecia) y Dinamarca y se plasmó en el Tratado de Fontainebleau del 23 de agosto de 1679. Las condiciones las impuso fundamentalmente Francia; se dispuso que Suecia recobrase los territorios que había perdido durante el conflicto. Se confirmó lo dispuesto en el anterior Tratado de Copenhague (1660) de 1660. Este tratado se confirmó luego en el Tratado de Lund, que firmaron Dinamarca-Noruega y Suecia. Dinamarca recibió indemnizaciones de guerra por parte de Suecia y le devolvió la isla de Rügen. De igual manera, el Margraviato de Brandeburgo hubo de abandonar las tierras conquistadas, Bremen-Verden y la Pomerania sueca, según lo acordado en el Tratado de Saint-Germain-en-Laye, con la excepción de una pequeña franja de tierra al este del Óder (Kamień, Gryfino y Bahn).

## Consecuencias para Suecia
La guerra escanesa había dejado al descubierto muchas fallas y faltas en el ejército sueco. El poder militar estaba orientado a una guerra ofensiva que se desarrollaba muy lejos de los hogares de los soldados, como Alemania o al otro lado del mar Báltico, y por primera vez se había combatido una guerra defensiva en territorio peninsular. El sistema de reclutamiento afectaba directamente la producción agrícola del país, al reducirse drásticamente la fuerza de trabajo en el campo.
Como consecuencia de esto la deserción era muy frecuente, al desarrollarse los combates en zonas boscosas, los soldados desertaban y regresaban a su lugar de origen. Esto traía problemas en la composición de las filas y causaba además una baja en la moral en general.
Al término de la guerra, las arcas del Estado estaban sumidas en una gran deuda. Escania necesitaba reconstruirse desde la base, y el poder militar debía reorganizar su sistema para evitar impopulares reclutamientos en una posible futura guerra. Se requería además un nuevo sistema para poder resistir una guerra defensiva en el territorio peninsular.
La solución se encontró en el sistema de enlistamiento y en la llamada reducción, ambas desarrolladas en la década de 1680. La reducción implicaba la recuperación para el Estado de grandes propiedades territoriales que habían sido alguna vez entregadas por los reyes de Suecia a miembros de la nobleza, como premio, reconocimiento o favoritismo. Esto necesitaba el apoyo mayoritario de los estamentos sociales, presionados por Carlos XI, y tuvo como consecuencia el flujo de amplios recursos económicos al Tesoro estatal, lo que permitió, entre otras cosas, construir la base naval de Karlskrona.
El establecimiento del sistema de enlistamiento implicaba la división de cada parroquia en secciones. Cada sección se componía de un número de fincas que se encargaría de la manutención de un soldado, generalmente algún campesino joven y sin tierra. Cada soldado recibía un pequeño terreno para mantenerse él y su familia, al tiempo que estaba obligado a participar en ejercicios militares y a servir en la guerra, si ésta llegaba a ocurrir.
Esta solución implicó que los granjeros no perdían la mayoría de su fuerza de trabajo en reclutamientos, en tiempos de guerra, al mismo tiempo que se lograba una organización militar con soldados bien entrenados, algo muy raro en aquella época, cuando la mayoría de los ejércitos estaban compuestos por hombres reclutados a la fuerza. Este sistema rigió en el ejército sueco hasta el siglo XX.
La guerra escanesa terminó en una situación de statu quo, pero cambió la organización militar sueca desde la base.

## Consecuencias para Dinamarca
El término de la guerra en statu quo significó para Dinamarca más bien una derrota. El gran apoyo local inicial en Escania fue disminuyendo cuando el rey danés prohibió en 1677 la participación de civiles en la guerra.
Después de la batalla de Lund se hizo menos real la posibilidad de recuperar los territorios perdidos. Solo el mantenimiento del control comercial del Oresund y sus ingresos de aduana pueden considerarse como algo positivo, pero la pérdida de Escania implicó para Copenhague la pérdida de su parte oriental.

## Otras fuentes
- Isacsson, Clas-Göran; Skånska kriget 1675-1679, Historiska media 2001.
- Rystad, Göran ; Kampen om Skåne, Historiska media, 2005, ISBN 91-85057-05-3